# Blauwe haarkwal

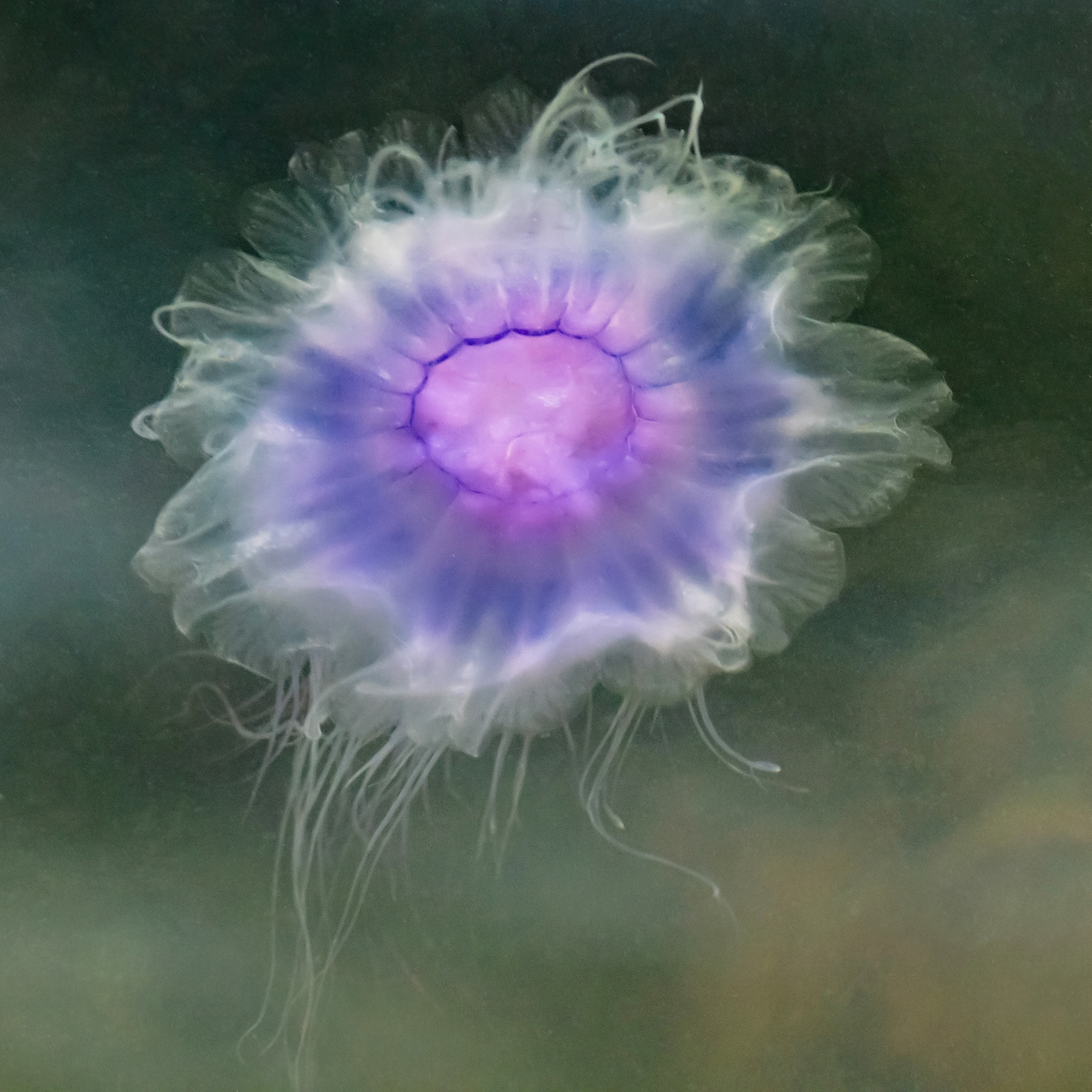

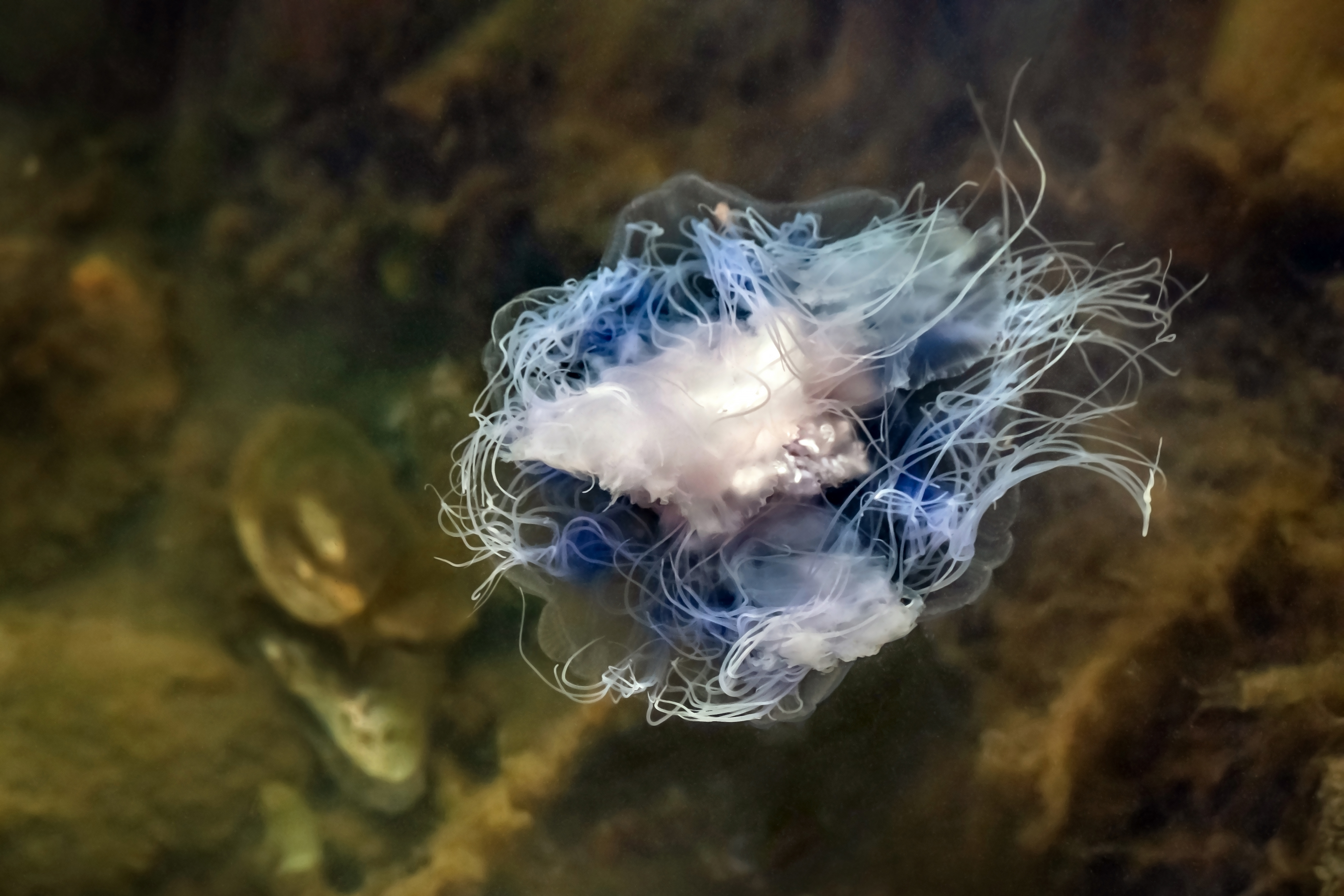

De blauwe haarkwal (Cyanea lamarckii) is een kwal uit de klasse Scyphozoa, die vaak aanspoelt op de Nederlandse stranden.

## Beschrijving
De kleur van de blauwe haarkwal is bleek geel tot blauw. De blauwe haarkwal is een platte kwal. De schijf kan tot 30 cm groot worden en heeft 32 lobben die elk tot maximaal 65 haarachtige lange tentakels hebben. Deze tentakels bevatten netelcellen en kunnen wel een meter lang worden. De steek is hevig.

## Gedrag
De blauwe haarkwal verplaatst zich door pulseringen van de hoed. Hoewel ze daarmee niet voldoende snelheid ontwikkelen om tegen de stroming in te kunnen zwemmen, kunnen ze door verticale verplaatsing in de waterkolom wel invloed uitoefenen op hun verplaatsingsrichting omdat de stroming op verschillende diepten een andere richting kan hebben.

## Voedsel
De blauwe haarkwal voedt zich met visjes en planktondiertjes die verdoofd worden door de netelcellen. Dan worden ze met behulp van de tentakels naar de mondopening gebracht, waar ze worden verteerd en opgenomen.

## Voortplanting
Blauwe haarkwallen planten zich voort op dezelfde manier als andere schijfkwallen.

## Verspreiding en leefgebied
Het verspreidingsgebied van de blauwe haarkwal is het diepe water van de Noordoost Atlantische Oceaan en de Noordzee, van de Golf van Biskaje noordwaarts tot IJsland, Noorwegen en het Kattegat. Bij de Britse Eilanden is de soort minder algemeen dan de verwante gele haarkwal (Cyanea capillata). Bij aflandige wind kunnen de kwallen massaal in het ondiepe water voorkomen.

## Kweken
Kweken van deze kwallen is vrij lastig. De soort is niet goed bestand tegen contact met hard substraat. In een aquarium zijn ze dan ook niet te houden. In dierentuinen worden ze gehouden in ronde ruimtes waar water in rondstroomt. Bij speciale ontwerpen komen de kwallen dan zo min mogelijk in contact met de wanden van de aquaria.

## Vijanden
Blauwe haarkwallen worden onder andere door zeeanjelieren gegeten.